# ترباس
ترباس (به فرانسوی: Trébas) یک کامین در فرانسه است که در Canton of Valence-d'Albigeois واقع شده‌است.

## خصوصیات
ترباس ۵٫۶۷ کیلومترمربع مساحت و ۴۶ نفر جمعیت دارد و ۲۱۶ متر بالاتر از سطح دریا واقع شده‌است.